# Frida Clara
Goffreda Clara, detta Frida (Cornedo all'Isarco, 6 gennaio 1909 – Bolzano, 18 gennaio 1986), è stata una sciatrice alpina italiana.

## Biografia
Nata nel 1909 a Cornedo all'Isarco, in Alto Adige, a 27 anni partecipò ai Giochi olimpici di Garmisch-Partenkirchen 1936, una delle cinque donne della spedizione, le prime a partecipare ad un'Olimpiade invernale, nella gara di combinata alpina, chiudendo la discesa libera al 16º posto, in 6'16"8, con 80.79 punti.
Fu anche campionessa italiana di discesa libera nel 1938.
Morì nel 1986, a 77 anni.